# Ligne de tramway 61 (SNCV Groupe de Liège)
La ligne 61 est une ancienne ligne du tramway vicinal de Liège de la Société nationale des chemins de fer vicinaux (SNCV) qui reliait Liège à Tilleur.

## Histoire
1901 : mise en service entre Liège Sainte-Croix et la gare de Tilleur, traction électrique, section Liège Sainte-Croix - Liège (Burenville) Carrefour commune avec ligne Liège - Grâce-Hollogne; capital 90.
1907 : prolongement de Liège Sainte-Croix vers la place Saint-Lambert.
1910 : attribution de l'indice 43.
vers 1920 : attribution de l'indice T.
1931 : attribution de l'indice 57, 61.
3 août 1961 : suppression, remplacement par une ligne d'autobus sous le même indice.

## Exploitation

### Horaires
Tableaux : 469 (1931), numéro de tableau partagé entre les lignes 53, 58 et 61.
- 612 en 1950[2].